# Michaël Guigou
Michaël Guigou, francoski rokometaš, * 28. januar 1982, Apt.
Leta 2004 je na poletnih olimpijskih igrah v Atlanti v sestavi francoske reprezentance osvojil 5. mesto. V letih 2008 in 2012 je z reprezentanco osvojil naslov olimpijskega prvaka.